# Cucudeta gahavisuka
Cucudeta gahavisuka là một loài nhện trong họ Salticidae.
Loài này thuộc chi Cucudeta. Cucudeta gahavisuka được Maddison miêu tả năm 2009.